# Margareta von Zedtwitz
Margareta von Zedtwitz († 10. Oktober 1499) war Äbtissin des Klosters Himmelkron von 1484 bis 1499.
Margareta stammte aus der Familie von Zedtwitz. Unter Margareta litt das Kloster unter schwierigen wirtschaftlichen Verhältnissen, Klostergebäude wurden ruinös und die Bewirtschaftung der Ländereien gelang nur unvollständig. Daraufhin wurden Reformen eingeleitet, die aber die Situation nicht grundlegend verbessern konnten. Das Epitaph der Äbtissin in der Klosterkirche hat das Wappen der Zedtwitz, eine Teilung in Silber, Rot und Schwarz, als zentrales Motiv.